# Coche (bateau)
Pour les articles homonymes, voir Coche.

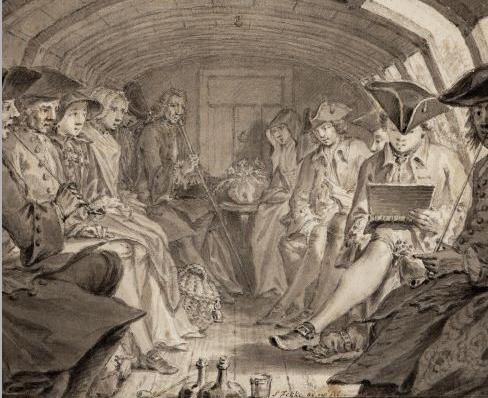
Intérieur d'un coche d'eau néerlandais appelé « trekschuit », tel qu'utilisé sur le Haarlemmertrekvaart (1760).

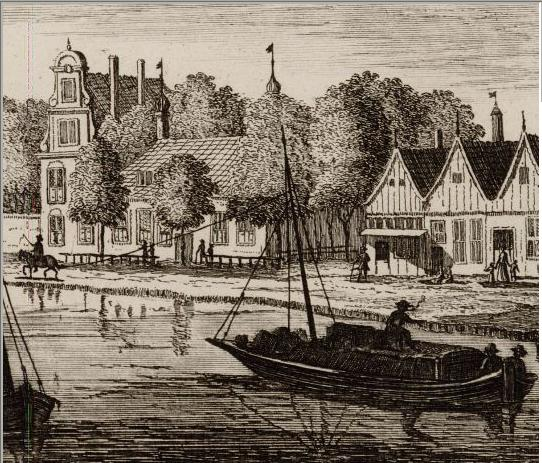
Coche d'eau néerlandais « trekschuit », à Nieuwer-Amstel (vers 1700-1725).

Un coche ou coche d'eau, est un type de chaland fluvial, autrefois halé par des chevaux ou mû à la voile comme pour les galiotes.
Le coche d'eau est une embarcation de transport fluvial pour passager.

## Historique
Aux XVIIe et XVIIIe siècles, le coche d'eau était un moyen de transport utilisé par les voyageurs. Des services réguliers de coche d'eau existaient sur la plupart des rivières navigables et des canaux. En 1626, a été inauguré le premier coche à eau en Paris et Tours. Sa vitesse moyenne était alors d'environ 10 km/h.
Au début du XIXe siècle un coche d'eau, la Galiote, reliait Rolleboise à Poissy. Elle transportait indifféremment voyageurs et marchandises et était très utilisée. Elle contenait 89 places dont 40 dans son salon. Elle était attelée à 4 chevaux qui étaient changés au relais établi à Rangiport, un hameau de Gargenville. Un arrêté préfectoral  en date du 13 mai 1809 « Départ de Rolleboise à 8 heures du soir arrivée à Poissy le lendemain à 5 heures du matin ». Pour l'aller 9 heures étaient nécessaires pour accomplir le trajet mais 5 heures suffisaient pour le retour. Cette différence était due au courant qu'il fallait remonter, à l'obscurité de la nuit et au mauvais entretien du chemin de halage.
À Paris, notamment au XIXe siècle, des services de coche d'eau sont mis en place pour permettre à ses habitants de se rendre dans les guinguettes de bord de Seine, en banlieue.
Aujourd'hui, le terme est associé au développement touristique et aux promenades fluviales et circuits nautiques, comme au Cap d'Agde, à Castres, à Port Grimaud, sur la Vilaine à Rennes, sur la Loire en Anjou entre Montsoreau, Saumur et Candes, etc. Il existe aussi dans certaines villes traversées par des rivières importantes (Londres, Paris…), des navettes régulières, parfois fréquentes, utilisées au même titre que les autobus urbains. Londres a 28 points de débarquement intégrés au service de transport public de la ville.

## Aux Pays-Bas
Aux Pays-Bas, ce type de transport est communément appelé trekschuit. Cette dénomination a été utilisée dans plusieurs pays tel que l'Angleterre. La première mention de ce type de transport est datée de 1632 entre Amsterdam et Haarlem et pouvait transporter 30 passagers.